# Gyulai Éva
Gyulai Éva (Püspökladány, 1953. december 23. –) magyar muzeológus, történész egyetemi oktató.

## Élete
Általános és középiskolai tanulmányai után a Miskolci Egyetem történelem–muzeológia szakán végzett. Azóta az egyetemen dolgozik, PhD-fokozatot szerzett a középkori magyar történelemből.

## Művei
- Miskolc középkori topográfiája. In Miskolc története I: A kezdetektől… 1997
- Miskolc topográfiája a XVI–XVII. században. In Miskolc története II:…
- Aszalay Ferenc, Rákóczi udvari szekretáriusa lengyelországi bujdosása…
- Hunyadi Mátyás emblémái a 16–17. századi emblémáskönyvekben, epa.oszk…
- Régi Diárium – Clementis János fancsali evangélikus lelkész naplója …
- Érték és mérték: Miskolci adatok a szőlő és bor XVI. századi művelődéstörténetéhez…
- Miskolc, 1992. ISBN 9637221425 Társadalomtörténeti tanulmányok. In memoriam Vári András (1953-2011); szerk. Gyulai Éva; Miskolci Egyetem BTK Történettudományi Intézet, Miskolc
- Kovács István címereslevele, 1479. In: A Hunyadiak címereslevelei 1447–1489…
- Anser et Aquarius – Bocatius hexastichonja Mágocsy Ferenchez és Alaghy…
- Templomfoglalás Krasznokvajdán 1759-ben a református és a katolikus narratívában…
- (Lehet-e) a kulturális örökség kitörési pont az abaúji Csereháton(?)…
- Gyulai Éva–Horváth Zita–Turbuly Éva: A muraközi uradalom gazdasága és társadalma…
- A görömbölyi görögkatolikus egyház 1877. évi canonica visitatioja
- Csuty Gáspár (udvarmester) Gyulai Éva 2017: Pax aurea – Marussi András három latin verse Bethlen Gábor fejedelemhez…
- Az Egri Múzeum Évkönyve – Annales Musei Agriensis, 2005), 224. oldal Gyulai Éva: A minoriták látványosságai a XVIII. századi Miskolcon, 341. o.

## Díjai, elismerései
- Beke Manó-emlékdíj (1990)

## Társasági tagságai
- ’’Honismereti Bizottság’’ elnöke
- ’’Megyei Eszperantó Bizottság’' tagja